# Ardisia crenata
Ardisia crenata är en viveväxtart som beskrevs av John Sims. Ardisia crenata ingår i släktet Ardisia och familjen viveväxter.

## Underarter
Arten delas in i följande underarter:
- A. c. crassinervosa
- A. c. mouretii

## Bildgalleri

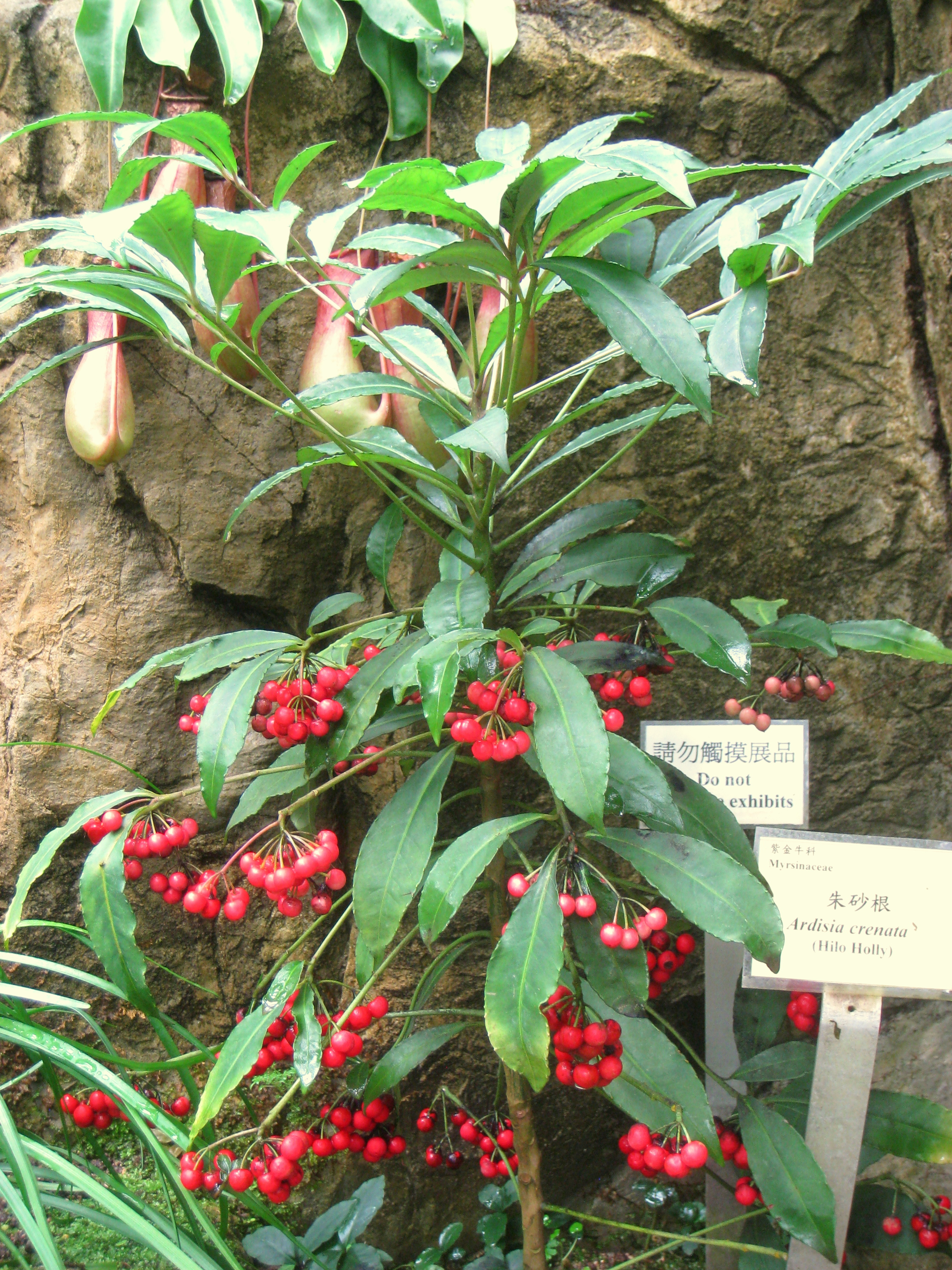
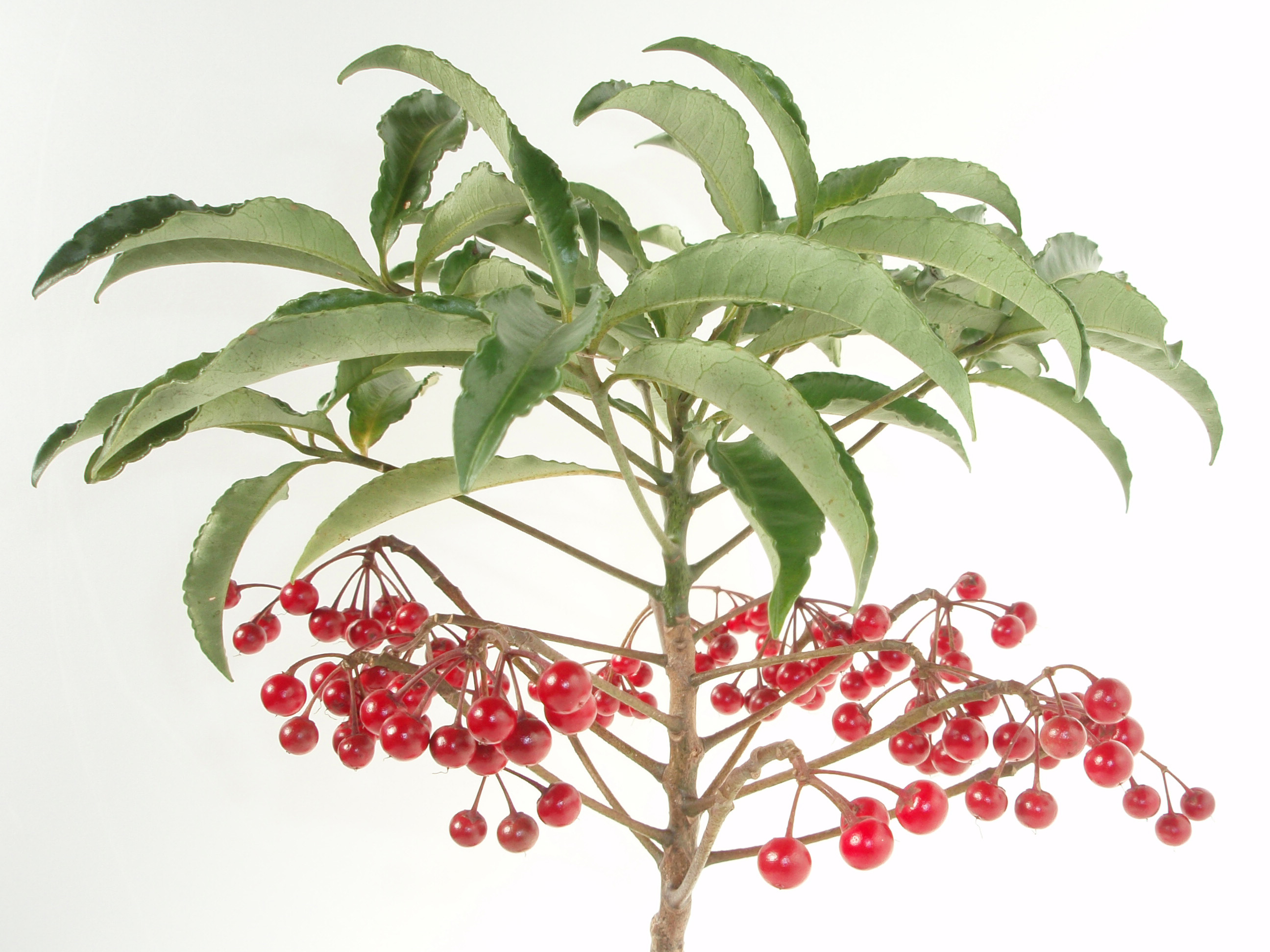
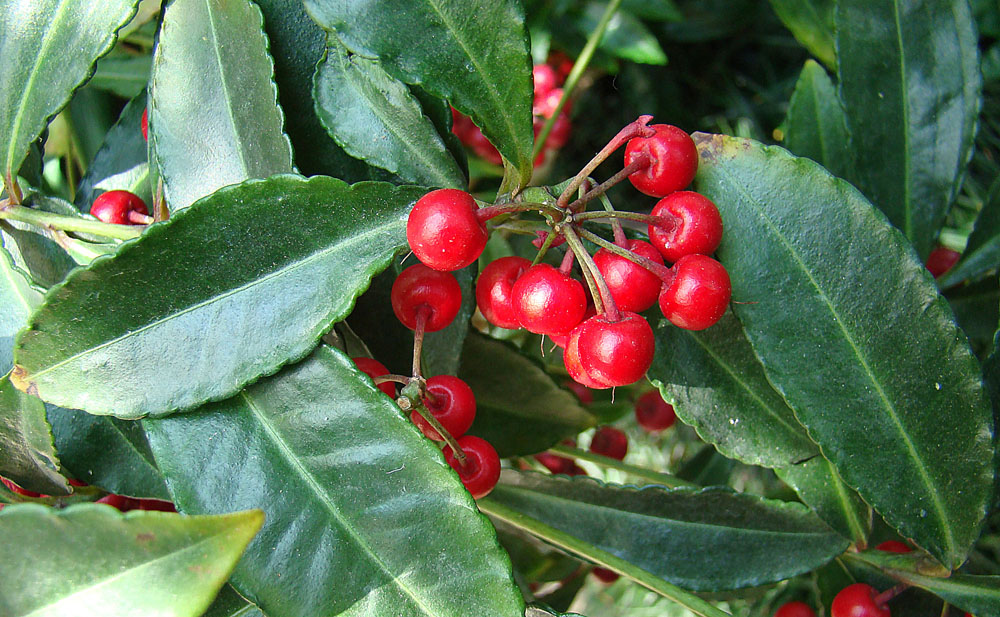
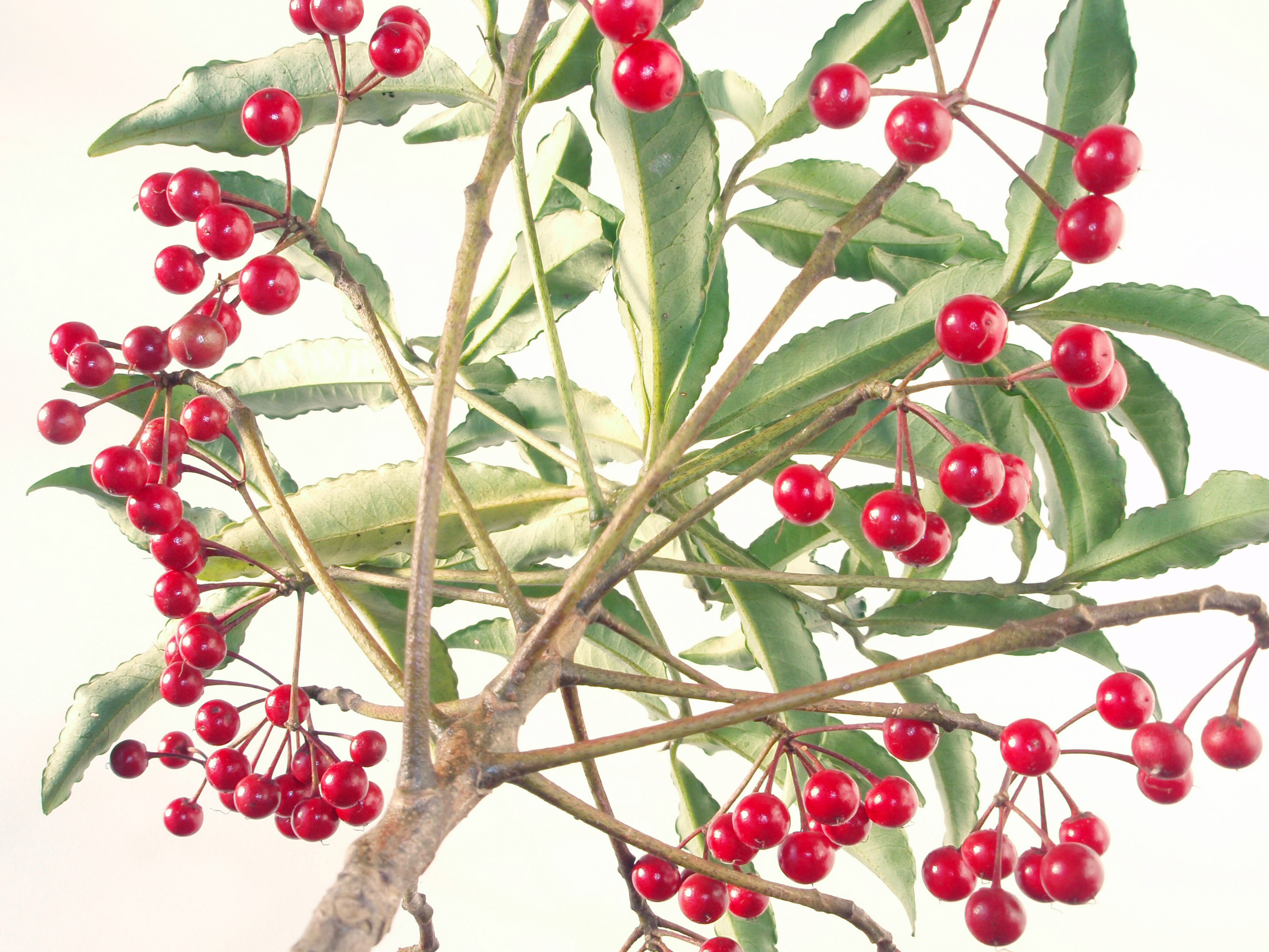
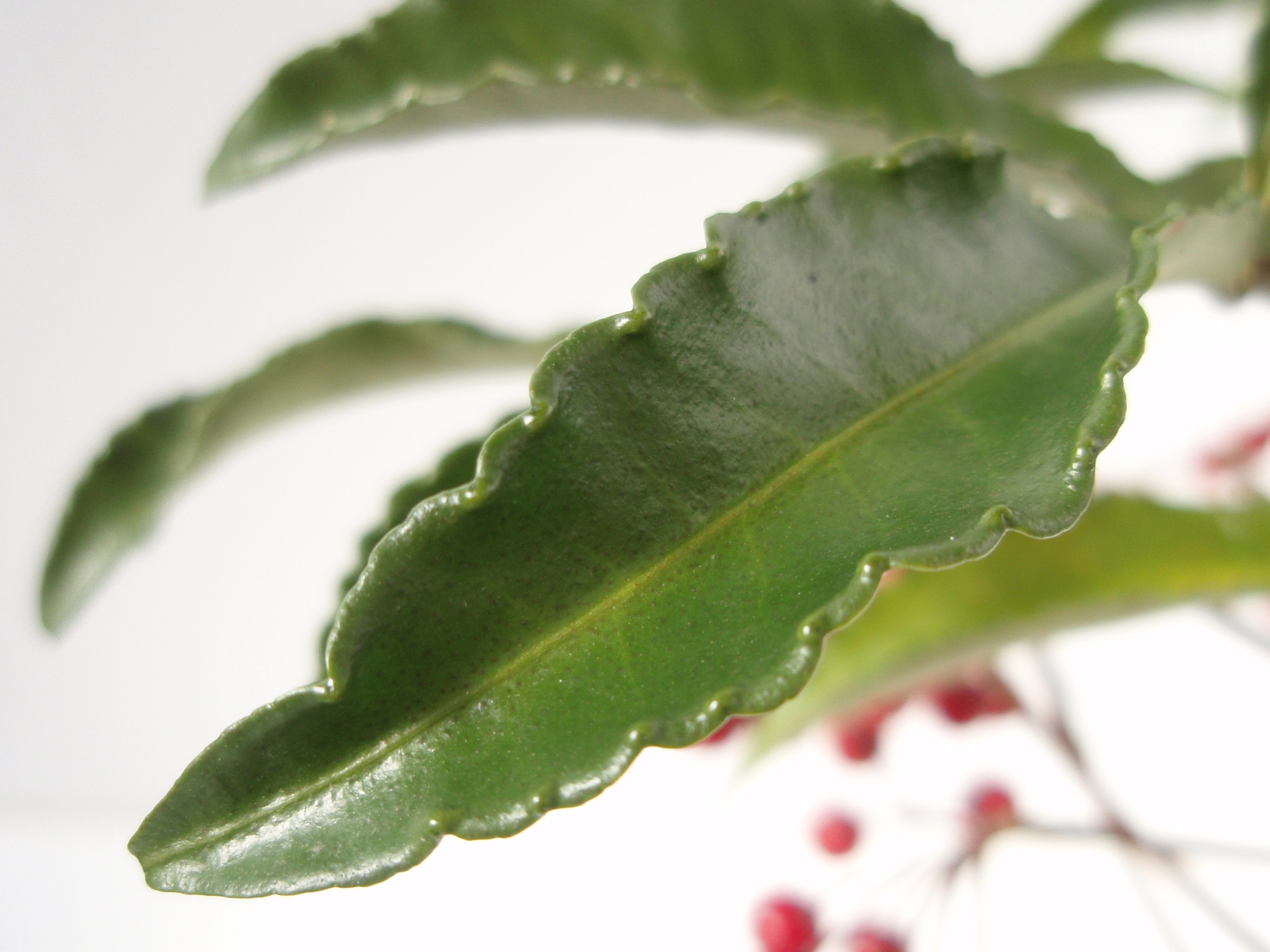
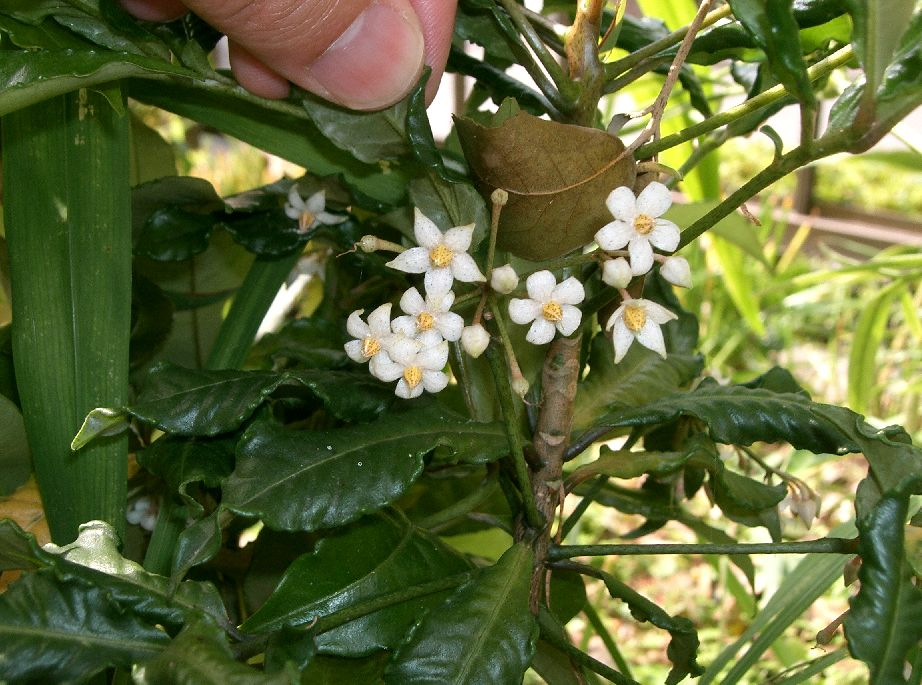